# Marcase
Marcase, pseudoniem van Marc Vanhaesebrouck (Waregem, 1946), is een Vlaams kunstschilder. Hij studeerde aan de Sint-Lucas Hogeschool te Gent en aan de academie te Deinze.
Begin jaren 70 schilderde Marcase realistische landschappen waarin hij abstracte vormen plaatste. Later fragmenteerde hij die natuur en schilderde hij structuren van gebladerte en bomen in een repetitief stramien.
Het is niet de bedoeling dat de verschillende elementen in zijn werk herkenbaar zijn als object, maar dat zij zich manifesteren als teken voor begrippen als gras, bladeren en bomen. Hij tast de structurele mogelijkheden van herhaling en variatie in grote seriële composities af.
In de jaren tachtig evolueerde zijn werk naar een fundamentele schilderkunst, dat wil zeggen een schilderkunst die naar haar eigen fundamenten zoekt. Hij toonde de bestanddelen van het picturale: zachte of ruwe structuur, korstig dekkend of transparante densiteit.

## Erkentelijkheid
- In 1978 werd Marcase laureaat van de prijs La Jeune Peinture Belge.
- In 1979: laureaat van de Prix de Rome .
- In 1984 behaalde hij de gouden medaille in de Europaprijs van Oostende.